# Paolo Bassetti
Paolo Bassetti (Milão, 8 de outubro de 1964), é historiador com bacharelado pela Universidade de Bolonha, mestre em Economia e Estudos Latino-Americanos pela London School of Economics (LSE) e cursou o Sloan Progam da Massachusetts Institute of Technology (MIT), em Cambridge.
Foi executivo do Grupo Techint durante 26 anos. Participou ativamente de grandes operações de desenvolvimento industrial e organizacional do grupo Techint. Foi vice-presidente da Usiminas e de 2012 a 2014 e presidente da Ternium no Brasil de 2015 a 2018. No início de abril de 2018, deixou a liderança da empresa. 
Nascido em Milão, é casado e tem dois filhos. Atualmente Bassetti vive entre São Paulo, Milão e leste europeu. Ao longo de sua carreira, viveu e trabalhou na Itália, México, Argentina, Romênia e Brasil.
No Brasil, teve um importante papel na renegociação do acordo de acionistas com a japonesa Nippon Steel, pondo fim a uma briga societária na Usiminas que durou mais de 3 anos. Além disso, fez parte da criação da Exiros (8 B/$ turnover), a compra da Silcotub-Tenaris e reestruturação da mesma no leste europeu, a compra da participação no Grupo de Controle da Usiminas e da primeira fábrica da Ternium no Brasil. Atuou como Chairman da Musa S.A (2012-2014) e Conselheiro da MRS (2012-2015).